# Adolf Satan
Adolf Satan byla americká doom/sludge metalová kapela z amerického Bostonu, která se zformovala v roce 2002. Název odkazuje na nacistického führera Adolfa Hitlera a vládce pekel Satana. Písmeno F v logu má podobu hákového kříže, písmeno T zase obráceného kříže. Členové kapely dříve působili v jiných hudebních skupinách, např. Upsidedown Cross, Anal Cunt, Kilslug.
Debutní studiové album s názvem Adolf Satan vyšlo v roce 2004 pod firmou Bestial Onslaught Productions a bylo jedinou vydanou dlouhohrající deskou. Kapela existovala v letech 2002–2008.

## Diskografie

### Dema
- Demo - (2003)
- Ooga Booga Cab Company - (2006)

### Studiová alba
- Adolf Satan (2004)